# Истриотски језик
Истриотски језик (Шаблон:Јез-ист) је један од романских језика који се говори у Истри. Данас се очувао само на подручју градова Водњана и Ровиња у јужном делу Истре, у данашњој Хрватској. Говори га свега неколико стотина људи, тако да се сврстава у групу угрожених језика. Са италијанским и још четири језика припада ужој итало-далматској подгрупи.